# المهرة البحرينية
المهرة البحرينية (30 يوليو 1991  -)، ممثلة بحرينية.

## عنها
بدأت مشوارها الفني في عام 2013 بمسرحية عاشقة الجن وقد حصلت على لقب أجمل عارضة أزياء عام 2013 ولقبت بـ «سفيرة الزي العربي» عام 2014. وهي خريجة جامعة البحرين تخصص إدارة الأعمال.

### الحياة الخاصة
تزوجت في فبراير 2016 من المنتج والممثل عادل المسلم الذي يكبرها في (21) عامًا وأقامت معه في الكويت.

## أعمالها

### مسرحيات
- 2013: عاشقة الجن.
- 2014: هاجر.
- 2015: زومبي.
- 2015: صرخة الأشباح.

### من المسلسلات
- 2014: سواق وشغالة.
- 2014: سراي البيت.
- 2016: لقيت روحي.

## روابط خارجية
- المهرة البحرينية على موقع قاعدة بيانات الأفلام العربية